# Juan Godoy
Juan Godoy (Copiapó, Chile, 1800-La Serena, Chile, 1842) fue un pastor chileno, descubridor de la mina de Chañarcillo, ubicada cerca de Copiapó.

## Biografía
Nació en el pueblo indígena de San Fernando, en un sector rural inmediato a Copiapó. Su madre fue Flora Normilla, una indígena del valle de Copiapó y que posteriormente cambió su apellido a Godoy como forma de hispanizar su nombre. Fue bautizado en el año 1805, a la edad de cinco años. En el archivo de la iglesia Catedral de Copiapó, en libro N.º 8, página 93, se encuentra este documento que había permanecido inédito.
El joven Juan fue analfabeto y prontamente empezó a ayudar a Flora Normilla, su madre, primero cuidando cabras, para luego ejercer como agricultor, también se cuenta entre sus oficios el haber sido minero, para finalmente, como nos lo cuenta el Historiador Sayago, siendo un joven fuerte y bien constituido, dedicarse a acarrear leña en las cercanías de Chañarcillo.
El 16 de mayo de 1832 Juan Godoy descubrió el mineral de plata de Chañarcillo. El 19 de mayo del mismo año realizó la inscripción de la pertenencia minera junto con su hermano José y su socio Miguel Gallo Vergara. La primera mina realizada en Chañarcillo llevó el nombre de "La Descubridora". En los años siguientes se crearía un pueblo en las cercanías de la mina que llevaría el nombre de su descubridor. La localidad de Juan Godoy fue reconocida oficialmente como tal en 1845.
Entre el 16 y 19 de mayo de 1832, es decir desde el descubrimiento hasta el pedimento de la pertenencia minera, la vida de Juan Godoy iba a dar un vuelco extraordinario. El joven mestizo y analfabeto que nunca conoció a su padre, era ahora inmensamente rico.
Juan Godoy vendió su parte y la de su hermano menor, José. Los derechos de venta del descubrimiento ascendieron a $ 8245 pesos, a la época hablamos de una pequeña fortuna. Pero, la cifra es ridícula si la comparamos con las exageradas ganancias de quienes se quedaron con el total de la pertenencia, o de otros grandes empresarios mineros. Si tomamos la cifra de producción de 1834, vemos que la ganancia fue de $ 1.520.000, es decir, Juan Godoy se le pagó un 0,5% de la riqueza que comenzaba a generar la explotación de la mina, puede sonar injusto pero al no poseer ni el capital ni la pericia técnica para explotarla, la mina nunca hubiese llegado a ser explotada.
Extrañamente, a Godoy, que había sido huérfano y casi un solitario, le surge una enorme cantidad de tíos, primos y una mayor cantidad de amigos.
Tal vez el escritor Jotabeche es quien mejor ha descrito la nueva vida de Juan Godoy: “A una comida le sigue un baile, al baile las muchachas, a las muchachas el almuerzo, al almuerzo la timbirimba”. - La pequeña fortuna de Godoy iba en rápido descenso, a lo que se le sumó malos negocios que lo dejaron nuevamente en la pobreza. - Ante tal situación, Miguel Gallo su ex patrón y exsocio, le permitió trabajar la mina La Descubridora, en lo que se conocía como la Dobla o Pechada, era un tipo de trabajo que no excedía de las 24 horas semanales y era un contrato de palabra entre amigos. Este trabajo le permitió ganar la fabulosa suma de $ 14.000 pesos, con este dinero Juan Godoy se trasladó a la ciudad de La Serena, donde se desempeñó como agricultor.

## Fallecimiento
Este infortunado arriero había muerto a los diez años del descubrimiento de la mina de Chañarcillo que debió hacerlo inmensamente millonario, es decir en 1842, y por una extraña coincidencia, el mismo año en que ocurre el fallecimiento de su ex patrón y socio don Miguel Gallo Vergara.
Al parecer, al morir Godoy se encontraba en una situación de gran pobreza, esto se concluye ya que la viuda y los hijos deben ser socorridos económicamente por la junta minera de Copiapó. Todo indica que el año 1845 el descubridor ya había muerto.
A sugerencia del Intendente de Atacama, coronel José Francisco Gana, el Cabildo de Copiapó, en el año 1851, mandó confeccionar a Birmingham, Inglaterra, una pila con un monumento que simbolizara al cateador y arriero Juan Godoy. Esta se colocó primero en la plaza de armas de Copiapó y en 1863 se trasladó a su actual ubicación, en la plazoleta que lleva su nombre, frente a la iglesia de San Francisco en la avenida Manuel Antonio Matta.